# Carinodes uxorius
Carinodes uxorius är en stekelart som först beskrevs av Cresson 1867.  Carinodes uxorius ingår i släktet Carinodes och familjen brokparasitsteklar. Inga underarter finns listade.